# Hebardinella
Hebardinella is een geslacht van rechtvleugeligen uit de familie krekels (Gryllidae). De wetenschappelijke naam van dit geslacht is voor het eerst geldig gepubliceerd in 1932 door Chopard.

## Soorten
Het geslacht Hebardinella  is monotypisch en omvat slechts de volgende soort:
- Hebardinella americana (Chopard, 1912)